# Temporada de huracanes del Atlántico de 2006
La Temporada de huracanes del Atlántico, 2006 fue un evento en el ciclo anual de la formación de ciclones tropicales. Comenzó el 1 de junio de 2006 y finalizó el 30 de noviembre de 2006. Estas fechas convencionalmente delimitan el periodo de cada año cuando la mayoría de ciclones tropicales se forman en la región Atlántica.
Un sistema, la Tormenta tropical Zeta de la temporada 2005, continuó a principios de enero. La Tormenta tropical Ernesto fue responsable de 2 muertes indirectas cuando hizo entrada en tierra en Florida. El Huracán Ernesto causó 2 muertes directas cuando provocó más precipitaciones de lo normal en Haití y 9 más en EE. UU.

## Predicciones de la temporada
Las previsiones de la temporada se publican antes del inicio de la misma por reconocidos expertos en hruacanes como Philip J. Klotzbach, Dr. William M. Gray, y sus asociados en la Universidad Estatal de Colorado; y separadamente, por los pronosticadores de la NOAA.
El equipo de Klotzbach (liderado anteriormente por el Dr. Gray) definió el número medio de tormentas por temporada (de 1950 a 2000) como: 9.6 tormentas tropicales, 5.9 huracanes, y 2.3 |huracanes mayores (tormentas superando la Categoría 3 de fuerza en la Escala de Huracanes de Saffir-Simpson). Una temporada normal, según la definición de la NOAA, tiene de 6 a 14 tormentas con nombre, con entre 4 y 7 alcanzando categoría de huracán, y de 1 a 3 la de huracán "major".

### Predicciones previas a la temporada
El 5 de diciembre de 2005, el equipo de Klotzbach publicó su primer pronóstico de larga duración para la temporada de 2006, prediciendo una temporada muy por encima de la media (17 tormentas con nombre, 9 huracanes, 5 de Categoría 3 o mayor).
De forma parecida durante la temporada de 2005, el equipo predijo un potencial muy alto de posibilidades para que al menos un huracán "major" golpease directamente a Estados Unidos. Adicionalmente, el potencial para actividad de huracanes mayores en el Mar Caribe se sitúa por encima de lo normal. Meses después, el 4 de abril de 2006, la CSU publicó otra predicción reafirmando el pronóstico hecho en diciembre.
El 22 de mayo de 2006, la NOAA publicó sus pronósticos para la temporada de 2006. Prediciendo de 13 a 16 tormentas con nombre, siendo de 8 a 10 huracanes, y de 4 a 6 |huracanes mayores.
El 31 de mayo de 2006, el equipo de Klotzbach publicó su pronóstico previo para la temporada de 2006 de forma definitiva, confirmando sus números anteriores.

## Ciclones tropicales

### Tormenta tropical Alberto
El 10 de junio, una perturbación asociada con una amplia borrasca en la costa de Belice se organizó sobre las aguas cálidas del mar Caribe y se convirtió en la primera depresión tropical de la temporada. La cizalladura amenazó a la depresión en su inició, pero a medida que avanzaba hacia Florida, el debilitamiento de ésta, permitió que se fortaleciera lo suficiente y se organizase para convertirse en la Tormenta tropical Alberto durante la mañana del 11 de junio. El paso sobre las aguas templadas del bucle de corriente permitió que la convección se fortaleciese. Alberto continuó organizándose durante la noche, fortaleciéndose hasta los 110 km/h, cerca del límite de fuerza de huracán, pero se debilitó al entrar aire seco en la convección de las capas bajas.
Se recuperó parcialmente antes de hacer entrada en tierra el mediodía del 13 de junio a unos 86 km al sur de Tallahassee, Florida. Alberto llevó una marejada ciclónica de 2 m de altura hasta las costas, inundando zonas como Cedar Key y el Río Cristal. Incluso algún tiempo antes de entrar en tierra, la tormenta seguía estando muy bien organizada. El sistema se movió a lo largo de Georgia, así como Carolina del Norte y del Sur mientras se debilitaba, para ser depresión tropical a principios del 14 de junio. Alberto perdió sus características tropicales aquella misma mañana, convirtiéndose en una tormenta extratropical mientras avanzaba rápidamente hacia la costa. Sus restos se alejarán de la costa Atlántica a finales de hoy, atravesará la zona marítima de candad y la zona septentrional del Atlántico hacia el norte de Europa.

### Tormenta tropical sin nombre
En el análisis de la postemporada, una tormenta tropical adicional se identificó que se había formado de un extratropical bajo producida por el mismo límite frontal que generó a la Tormenta tropical Beryl en la corriente del Golfo el 17 de julio, al sur de la isla de Nantucket. Fue brevemente una tormenta tropical antes de convertirse en un remanente bajo el 18 de julio al sureste de Nueva Escocia. Cruzó sobre Canadá con lluvias y vientos, pero daños o víctimas mortales no se reportaron. Se disipó al noreste de Cabo Race, Terranova.

### Tormenta tropical Beryl
La tormenta tropical Beryl fue la tercera tormenta tropical de la temporada de huracanes del Atlántico de 2006. Se desarrolló de un disturbio tropical el 18 de julio siguió en general una trayectoria norte, y tomó fuerza hasta obtener vientos máximos de 95 km/h bajo condiciones favorables. Después de tomar rumbo noreste, Beryl se debilitó sobre aguas frías. El 21 de julio arremetió contra la isla de Nantucket, y poco después se convirtió en extratropical. Los remanentes extratropicales continuaron hacia el noreste a través de Nueva Escocia, y el 22 de julio se fusionó con un frente frío que se aproximaba.

### Tormenta tropical Chris
La tormenta tropical Chris fue el cuarto ciclón tropical de la temporada de huracanes del Atlántico de 2006. Se formó el 31 de julio en el océano Atlántico al este de las Islas Leeward a partir de una onda tropical, Chris se movió con una dirección de oeste, noroeste, sorteando el borde de las islas del Caribe. Chris fue una tormenta con una vida relativamente corta, alcanzando vientos máximos de 100 km/h el 2 de agosto, mientras se encontraba al norte de San Martín. En general el impacto fue mínimo, con moderadas cantidades de precipitación por su trayectoria. No se reportaron fallecimientos.

### Tormenta tropical Debby
La tormenta tropical Debby fue la quinta tormenta tropical de la temporada de huracanes del Atlántico de 2006. Debby se formó a partir de una onda tropical que partió de las costas de África el 21 de agosto. Después de pasar cerca de las islas de Cabo Verde, Debby se movió constantemente en dirección noroeste por gran parte de su duración, alcanzando vientos máximos de 85 km/h. Fuertes cizalladuras debilitaron la tormenta disipando a Debby el 27 de agosto sobre la parte norte del océano Atlántico.

### Huracán Ernesto
El 24 de agosto, un vuelo de reconocimiento determinó que una onda tropical, pasando por las islas de Barlovento había desarrollado una circulación cerrada, y avisos se iniciaron en la depresión tropical cinco. El 25 de agosto, un segundo vuelo había encontrado vientos de fuerza de tormenta tropical, y el sistema fue nombrado Ernesto. Ernesto se convirtió en un huracán en la mañana del 27 de agosto al sur de Haití, antes de devilitarse a una tormenta tropical en la tarde. La tormenta causó cinco muertes en Haití debido a las lluvias.
Ernesto tocó tierra cerca de la Bahía de Guantánamo, Cuba, en la madrugada el 28 de agosto. En un momento, la tormenta fue predicha a convertirse en un huracán en el golfo de México y amenazar partes de la costa del golfo de México. Sin embargo, Ernesto movido mucho más al este que anticipado y este tocó tierra como una tormenta tropical en el extremo sur de la Florida el 29 de agosto. Dos personas murieron en la Florida en accidentes de tráfico atribuidos a las condiciones meteorológicas, como el ciclón lentamente se desplazó hacia el norte a través de la mitad sur de la península. Ernesto recuperó la fuerza de tormenta tropical cuando cruzó Florida y emergió cerca de Cabo Cañaveral y fue justo por debajo de la fuerza de huracán cuando tocó tierra nuevamente en Carolina del Norte el 31 de agosto.
Los daños en Virginia ascendieron a 104 millones de dólares (USD 2006), y en total la tormenta causó más de 500 millones de dólares (USD 2006) en daños. La tormenta, mientras extratropical, se trasladó en Ontario y se disipó sobre el área del río San Lorenzo en Quebec.

### Huracán Florence
La depresión tropical seis se formó de un área de baja presión a medio camino entre África y las Antillas Menores el 3 de septiembre. Inicialmente su fortalecimiento fue lento debido a las condiciones desfavorables. A pesar de la moderada a alta cizalladura, se reforzó lo suficiente como para convertirse en la tormenta Tropical Florence en la mañana del 5 de septiembre. Después de convertirse en una tormenta tropical, su campo de viento comenzó a expandirse enormemente; en un momento vientos con fuerza de tormenta tropical se extendieron hacia afuera a 720 km desde el centro. Con una estructura desorganizada y varios centros de circulación, Florence se mantuvo como una débil tormenta tropical durante varios días, incluso después de las condiciones externas favorables para el fortalecimiento. Alrededor de la noche del 8 de septiembre resolvió un único centro y fortalecimiento constante se reanudó. En la mañana del 10 de septiembre, Florence alcanzó fuerza de huracán. Grandes marejadas se informaron en las Bermudas, las islas de Sotavento, las Islas Vírgenes y Hispaniola. Florence pronto alcanzó su pico como un huracán de categoría 1 muy cerca de las Bermudas y se convirtió en un ciclón extratropical el 12 de septiembre, mientras todavía era un huracán.

### Huracán Gordon
El Huracán Gordon fue un ciclón tropical de la temporada de huracanes del Atlántico de 2006. Gordon impactó directamente las islas Azores como huracán categoría 1 y posteriormente se desplazó muy cerca de la costa poniente de España hasta disiparse en la costa oeste de Europa.
Gordon se formó cerca del continente americano, y atravesó en dirección noreste el océano Atlántico. Alcanzó la intensidad de huracán, sin embargo, al entrar en aguas más frías fue perdiendo intensidad hasta pasar después de varias categorías a depresión extratropical, de esta forma rozó Europa por primera vez en España, la zona más afectada de este país fue Galicia. Sobre las 7:00 tocó tierra gallegas. Dos días antes también tocó las portuguesas Islas Azores y gracias a su enfriamiento al pasar por esa zona, perdió fuerza antes de llegar a España.
Los daños de "Gordon" afortunadamente no tuvieron ninguna pérdida mortal, aunque en Pontevedra tuvieron que hospitalizar a un hombre. Hubo heridos a causa de desprendimientos de árboles, u otras causas distintas. Una de las ciudades gallegas más afectadas fue Ferrol en la cual se produjo un desalojo de 76 familias en Ferrol después de que Gordon arrancara el tejado de una vivienda del barrio de Greza y lo lanzara sobre la calzada de una calle próxima. Otro de los lugares con desperfectos fue un colegio, al que también se le desprendió el tejado sobre el recreo, no hubo víctimas, dado que la Junta de Galicia había suspendido las clases ese día.

### Huracán Helene
El 11 de septiembre, una onda tropical partió de las costas de África. Se organizó rápidamente, y el 12 de septiembre fue declarada depresión tropical ocho. Alcanzó fuerza de tormenta tropical el 14 de septiembre, convirtiéndose en un huracán el 16 de septiembre. Helene se movió hacia el noroeste y ralentizado, debido a una debilidad en la cresta creada por Huracán Gordon. La tormenta alcanzó la condición de huracán mayor el 17 de septiembre. Se movió oeste-noroeste generalmente oeste antes de comenzar un giro noreste. Las grandes corrientes de Helene azotaron las Bermudas. Se convirtió en extratropical plenamente el 24 de septiembre. La tormenta extratropical se disipó sobre Irlanda.

### Huracán Isaac
Un área de baja presión en el Atlántico central generó tormentas activas durante varios días y finalmente se organizó en la depresión tropical nueve el 27 de septiembre y en una tormenta tropical  el 28 de septiembre. Se convirtió en un huracán el 30 de septiembre y pasó a 450 km al este de las Bermudas antes de girar hacia el norte hacia Terranova. Como todavía era una fuerte tormenta tropical cerca de la península Avalon, se emitieron advertencias de tormenta tropical el 2 de octubre debido a la posibilidad de fuertes vientos. Isaac pasó 45 km al sudeste de Cape Race. 
En su máxima aproximación a la península de Avalon, Isaac era todavía tropical y tenía vientos máximos sostenidos de 50 nudos y una presión central mínima de 993 hPa. Se informaron de vientos más fuertes en Terranova, Cape Race, donde se registró una ráfaga máxima a 96 km/h  con un viento sostenido de 74 km/h.

## Energía Ciclónica Acumulada
(Fuente)

## Nombres de tormentas
La siguiente lista de nombres se usaron para las tormentas que se formaron del Atlántico Norte en 2006. Los nombres no retirados de esta lista se usaron de nuevo en la temporada de 2012. La lista es la misma que la de 2000 excepto por Kirk, que reemplaza a Keith. Los nombres que no están asignados están marcados en gris. Los nombres después de Nadine, no se habían usado en la región Atlántica hasta la temporada activa del 2012 donde se usaron los nombres hasta la letra "T".
| - Alberto - Beryl - Chris - Debby - Ernesto - Florence - Gordon | - Helene - Isaac - Joyce (sin usar) - Kirk (sin usar) - Leslie (sin usar) - Michael (sin usar) - Nadine (sin usar) | - Oscar (sin usar) - Patty (sin usar) - Rafael (sin usar) - Sandy (sin usar) - Tony (sin usar) - Valerie (sin usar) - William (sin usar) |

Los huracanes: Gordon en la parte superior, mientras Helene está en la parte inferior derecha.

Si bien se había informado de que se usará una lista suplementaria de respaldo (después de que la de 2005 se usase por completo), el Centro Nacional de Huracanes comentó en su primer informe sobre la temporada, que se usaría de nuevo los nombres del Alfabeto griego si la lista principal se agota. Además, se comenzaría de nuevo con Alfa en vez de saltar los 6 nombres ya usados y comenzar con la letra Eta.

### Retiro
La Organización Meteorológica Mundial, en la primavera de 2007, no retiró nombres en esta temporada por considerarse que ningún huracán provocó daños mayores y perdidas humanas considerables.